# Margot Warnsinck
Margot Warnsinck (Brakel, 14 maart 1909 – Amsterdam, 27 januari 1952) was een Nederlandse schrijfster van kinderboeken. Van haar zagen negen titels het licht. Dertien jaar lang, van 1932 tot 1945, was zij mede-eigenaar van de bekendste Nederlandse nationaalsocialistische uitgeverij: De Amsterdamsche Keurkamer.

## Jeugdjaren
Margot Warnsinck werd geboren als de jongste in een gezin van vier dochters, waarvan de vader dorpsdokter was. Zij volgde een middelbare-schoolopleiding op de HBS die zij niet voltooide. In 1927 legde haar vader de praktijk neer en verhuisde de familie naar Amsterdam. Zij volgde een cursus voor secretaresse aan een handelsinstituut en ging vervolgens werken. Zij was enige tijd werkzaam als secretaresse van de Amsterdamse uitgever A.J.G. Strengholt.
Het was haar ideaal om schrijfster te worden. Reeds vanaf haar vroegste jeugd wenste zij dat, maar in haar ouderlijke milieu werd deze wens niet serieus genomen. Eenmaal zelfstandig, lukte het haar om gepubliceerd te worden. Vanaf 1930 schreef zij onder verschillende namen in diverse bladen. In haar vrije tijd hield zij zich bezig met het schrijven van meisjesboeken. Ook maakte zij zich verdienstelijk in de afdeling Amsterdam van Veilig Verkeer Nederland.

## Kettmann
Vermoedelijk in 1931 kwam zij in contact met George Kettmann. Zij traden op 12 oktober 1932 in het huwelijk. Het echtpaar zou vier zonen krijgen. Kettmann stimuleerde haar in haar streven naar zelfstandigheid en onafhankelijkheid, hoewel dit van zijn kant gepaard ging met een zekere mate van dubbelzinnigheid. Zo wenste hij enerzijds dat ze ging schrijven, maar dit moest anderzijds wel geschieden onder zijn begeleiding en stimulering. Hoewel het nu natuurlijk moeilijk, zo niet onmogelijk, is vast te stellen wat de precieze aard van hun relatie is geweest, lijkt het aannemelijk dat Kettmann ervoor gezorgd heeft dat Margot Warnsinck de schrijfster is geworden die zij altijd graag had willen zijn. Al met al raakte zij onder zijn krachtige en soms overheersende invloed. Pas na de Tweede Wereldoorlog zou zij trachten onder deze invloed uit te komen.
Op 21 juli 1932 richtten de beide echtelieden (samen met een bevriende accountant) de nationaalsocialistische uitgeverij De Amsterdamsche Keurkamer op. Spoedig daarna, op 2 augustus 1932, meldden zij zich aan als lid van de Nationaal-Socialistische Beweging in Nederland (NSB) van Anton Mussert. Zij was de tweede vrouw (na Stien van Bilderbeek, de secretaresse van Mussert) die lid van de NSB werd, met stamboeknummer 301. De Amsterdamsche Keurkamer was de eerste nationaalsocialistische uitgeverij in Nederland. Haar belangrijkste uitgave was zonder twijfel de Nederlandse vertaling van Hitlers Mein Kampf.
Op de vraag waarom De Amsterdamsche Keurkamer werd opgericht, gaf haar directeur George Kettmann antwoord in een brief van 25 januari 1937 aan een van zijn auteurs: Onze uitgeverij is vijf jaar geleden opgericht met het doel het nationaalsocialisme als cultuurstrooming mede op te vangen en te verbreiden, zoowel in uitgaven met uitgesproken fascistische strekking als werk van letterkundige waarde. Naast deze idealistische doelstelling, waren er ook meer praktische redenen. Het echtpaar Kettmann-Warnsinck verkeerde in behoeftige omstandigheden en het hoopte door een uitgeverij te beginnen, het financieel slechte tij te keren. Ook zocht Kettmann een plek waar hij zijn eigen letterkundig werk zou kunnen onderbrengen.

## Meisjesboeken
Tussen 1932 en 1941 publiceerde Margot Warnsinck zeven meisjesboeken: De jonkvrouwe in de toren,Tanden op elkaar, Anne-Marie haalt bakzeil, Meisjes spelen het klaar, Het sein staat veilig, Hier is mijn adres en Engeltje van 't schip. Beide laatstgenoemde titels verschenen onder haar pseudoniem Liesbet Storm bij De Amsterdamsche Keurkamer, de eerdere bij Uitgeverij Kluitman. Na 1945 publiceerde ze nog twee meisjesboeken, onder de pseudoniemen Margot van Ansdonck en Erica J.W. Maartens.
Margot Warnsinck trachtte in de jaren na de oorlog schoon schip te maken. Maar het faillissement uit 1944 van De Amsterdamsche Keurkamer bleef haar achtervolgen. Een deel van de oude schulden was blijven staan en als mede-vennoot was zij daarvoor persoonlijk aansprakelijk. Zij ondernam stappen om hieraan een einde te maken. Zij liet daarom op 10 februari 1951 De Amsterdamsche Keurkamer opnieuw in staat van faillissement verklaren. Op 17 juli 1952 werd dit faillissement geëindigd. Zelf maakte Margot Warnsinck dat niet meer mee; zij overleed op 27 januari 1952.
 Portaal: Fascisme en nationaalsocialisme in Nederland · Fascisme · Nationaalsocialisme
- Digitale Bibliotheek voor de Nederlandse Letteren: warn005
- International Standard Name Identifier: 0000 0003 9196 662X
- Nederlandse Thesaurus van Auteursnamen: 067946364
- Virtual International Authority File: 285886701
- WorldCat: E39PBJcRdmhPpDFxg3mQR89CcP